# Carpe Tenebrum
Carpe Tenebrum è stato un progetto solista di stampo black metal messo in piedi dall'ex chitarrista dei Dimmu Borgir e dei Covenant Jamie Stinson, meglio noto come Astennu, attivo dal 1997 al 2002. Anche Stian Arnesen (Nagash) è stato coinvolto nel progetto. Successivamente all'uscita del terzo album, Dreaded Chaotic Reign, nel 2002, ben poco si è saputo della band.

## Formazione
- Astennu – chitarra, basso, tastiere, drum machine, cori (1997 - 2002)
- Nagash – voce (1997 - 1999)

## Discografia
- 1997 - Majestic Nothingness
- 1999 - Mirrored Hate Painting
- 2002 - Dreaded Chaotic Reign